# 纳特隆谷
纳特隆谷（阿拉伯語：وادي النطرون，直译：「泡碱之谷」，直译：「心之度量」）是埃及北部的一片洼地，它低于海平面23米，低于尼罗河38米。谷中有几处碱湖、富含泡碱的盐矿藏、盐水沼泽以及淡水沼泽。
在基督教文献中，此地通常被称为斯基提斯或斯基提。它是位于北尼罗河三角洲中尼特利安沙漠的三处基督教修道中心之一。其余两处修道中心分别是尼特利亚和凯利亚。斯基提斯现在被称作纳特隆谷，以其仍在运作的古老修道院而闻名，不像尼特利亚和凯利亚，仅剩下考古遗迹了。斯基提斯附近的特定沙漠化山谷可被称为斯基提斯沙漠。